# Heteromicta
Heteromicta é um gênero de mariposa pertencente à família Crambidae.